# 鈴木ヒラク
鈴木 ヒラク（すずき ヒラク、1978年 - )は、日本のアーティスト。“描く”と“書く”の間を主題に、平面・インスタレーション・壁画・映像・パフォーマンス・彫刻など多岐にわたる制作を展開し、国内外でドローイングの領域を拡張し続けている。

## 略歴
- 1978年　宮城県仙台市生まれ。神奈川県出身
- 2001年　武蔵野美術大学造形学部映像学科卒業
- 2008年　東京芸術大学大学院美術研究科修了
- 2009年　財団法人東京都歴史文化財団の助成によりArtspace Sydneyに滞在 （シドニー）
- 2009年　Red Bull House of Artに参加。ブラジルに滞在 （サンパウロ）
- 2011年　財団法人東京都歴史文化財団の助成によりチェルシー・カレッジ・オブ・アーツに滞在（ロンドン）
- 2011年　2012年 アジアン・カルチュラル・カウンシルの助成によりアメリカに滞在（ニューヨーク）
- 2012年　2013年 公益財団法人ポーラ美術振興財団在外研修員としてドイツに滞在（ベルリン）
- 2017年　FID Prize インターナショナル・ドローイング・コンテストにてグランプリ受賞（パリ）
- 2023年　文化庁芸術家在外研修員としてDRAWinternational滞在 (ケリュ、フランス)

## 展覧会

### 主な個展
- 2023年　鈴木ヒラク「今日の発掘」（群馬県立近代美術館）[2]
- 2015年　"かなたの記号" 国際芸術センター青森（青森）
- 2013年　"Excavated Reverberations" Daiwa Foundation（ロンドン）
- 2011年　"Glyphs of the Light" WIMBLEDON space（ロンドン）
- 2010年　"U" island MEDIUM（東京）／"GENGA and Recent Drawings" Galerie du Jour Agnes b.（パリ）
- 2008年　"NEW CAVE" トーキョーワンダーサイト渋谷（東京）
- 2006年　"dig" Galerie du Jour Agnes b.（パリ）
- 2004年　"NAZO" UPLINK ギャラリー（東京）
- 2003年　"鈴木ヒラク個展" INAXギャラリー２（東京）
- 2000年　"bacteria sign" ギャラリーフレスカ（東京）

### 主なグループ展
- 2023年　"アーツ前橋開館10周年記念 コレクション＋手のひらから宇宙まで" アーツ前橋 (群馬)
- 2022年　"ROOTS & ARTS SHIRAOI 白老文化芸術共創"旧しらおい発掘堂 (北海道)／”MOTコレクション 光みつる庭／途切れないささやき” 東京都現代美術館 (東京)／"Drawings – Plurality 複数性へと向かうドローイング ＜記号、有機体、機械＞" PARCO MUSEUM TOKYO (東京)
- 2021年　"生の軌跡ーTraces of Lifeー" アーツ前橋 (群馬)／"EXPOSITION GRAFFITI ET LA GALERIE DU JOUR AGNÈS B. 1985 – 2021" La Fab (パリ)／"New Horizon 鈴木ヒラク・西野壮平" EACH MODERN（台北）／"群馬県立近代美術館コレクション展示「揺れる光／拡散する色彩」" 群馬県立近代美術館 (群馬)／"Next World―夢みるチカラ タグチ・アートコレクション×いわき市立美術館"いわき市立美術館 (福島)
- 2020年　"—INSIDE THE COLLECTOR’S VAULT, VOL.1— 解き放たれたコレクション展" WHAT (東京)／"Correspondence" EACH MODERN (台北)
- 2019年　”MOTアニュアル2019 Echo after Echo：仮の声、新しい影”東京都現代美術館（東京）／"球体のパレット タグチ・アートコレクション" 札幌芸術の森美術館、北海道立函館美術館、北海道立釧路芸術館、北海道立帯広美術館／"BOOM" MO.CO. Panacée (モンペリエ、フランス)／"アートみやぎ"宮城県美術館 (宮城)
- 2018年　”アラワシの詠 (うた)” はじまりの美術館 (福島)／"ビヨンドワンダー -さまざまユートピアの眼差し" 名古屋芸術大学アート＆デザインセンター (愛知)／"21世紀の美術　タグチ・アートコレクション展" 平塚市美術館 (神奈川)／"コレクション展3 見ることの冒険" 金沢21世紀美術館 (石川)
- 2017年　"point to line アブデルカデール・ベンチャマ／鈴木ヒラク" アニエス・ベー銀座 (東京)／"ヒツクリコ　ガツクリコ　ことばの生まれる場所" アーツ前橋 (群馬)／"いちはらアートＸミックス" アートハウスあそうばらの谷 (千葉)
- 2016年　"Very Addictive -Re extension of Aesthetics in Daily Life" 銀川現代美術館（銀川、中国）／"東京都写真美術館主催第８回恵比寿映像祭「動いている庭」" 恵比寿ガーデンホール（東京）
- 2015年　"THINK TANK Lab Triennale" Museum of Architecture（ヴロツワフ、ポーランド）／"5x3" Kunstraum Düsseldorf（デュッセルドルフ、ドイツ）／"COSMOS/INTIME" パリ日本文化会館（パリ）／"TRAITS d'esprit" Galerie du Jour Agnes b.（パリ）
- 2014年　"バンクーバービエンナーレ"（バンクーバー、カナダ）／"DRAWING NOW PARIS" the Carreau du Temple and Espace Commines（パリ）
- 2013年　"日産アートアワード2013" BankART Studio NYK（神奈川）／"高橋コレクション-マインドフルネス！" 霧島アートの森 (鹿児島）、札幌芸術の森（北海道）／"DRAWING NOW PARIS" カルーゼル・デュ・ルーヴル（パリ）／"Wall Art Festival Warli" Jivan Sikshan Mandir Ganjad（ダハヌ、インド）
- 2012年　"ソンエリュミエール、そして叡智" 金沢21世紀美術館（石川）／"パンタ・レイ｜小金沢健人・鈴木ヒラク" TALION Gallery（東京）／"One And Many" Location One（ニューヨーク）
- 2011年　"地表から遠く離れて｜鈴木ヒラク・逢坂卓郎" TALION Gallery（東京）／"DRAWING-線を描くという営為" island MEDIUM（東京）
- 2010年　"六本木クロッシング2010展:芸術は可能か？" 森美術館（東京）
- 2009年　"Red Bull House of Art" Hotel Central（サンパウロ）／"愛についての100の物語" 金沢21世紀美術館（石川）／"Re:Membering -Next of Japan-" Gallery LOOP（ソウル）／"VOCA展 2009" 上野の森美術館（東京）／"Between Site & Space" Artspace Sydney（シドニー）
- 2008年　"FIXMIXMAX!2 - 現代アートのフロントライン" 札幌宮の森美術館（北海道）／"MIMITOME" TOUSCENE（スタバンガー、ノルウェー）／"都市のディオラマ" トーキョーワンダーサイト渋谷（東京）

## 出版物
- 2023年　『ドローイング　点・線・面からチューブへ』 (左右社)、『今日の発掘』（Drawing Tube）
- 2020年　『SILVER MARKER—Drawing as Excavating』 (HeHe)
- 2017年　『Drawing Tube vol.01 Archive 鈴木ヒラク　ドローイング・パフォーマンス　ゲスト：吉増剛造』 (Drawing Tube)
- 2015年　『鈴木ヒラク　かなたの記号　言語と空間｜Langue and Space Vol.1』 (青森公立大学国際芸術センター）
- 2010年　『GENGA』（河出書房新社)、『鉱物探し -Looking For Minerals』（BEAMS）